# الحكم المباشر (أيرلندا الشمالية)
الحكم المباشر كان مصطلحًا يطلق في نهاية القرن العشرين وبدايات القرن الحادي والعشرين على إدارة أيرلندا الشمالية مباشرة من وستمنستر مقر حكومة المملكة المتحدة. انتهت الفترة الأخيرة من الحكم المباشر يوم 8 مايو 2007 عندما أعيدت السلطة إلى جمعية أيرلندا الشمالية بعد انتخابات أبريل واتفاق اقتسام السلطة بين الأحزاب الرئيسية.
وعلى الرغم من أن الشئون اليومية ضمن الحكم المباشر كانت تديرها الهيئات الحكومية نفسها في أيرلندا الشمالية، إلا أن السياسات الرئيسية كانت تحدد من قبل مكتب أيرلندا الشمالية في الحكومة البريطانية بتوجيهات من وزير الدولة لشؤون أيرلندا الشمالية؛ وكان يتم سن التشريعات أو تعديلها أو إلغاؤها عبر نظام المجلس (بنظام الحكم بمرسوم). ولا يعنى الحكم المباشر أن الشعب الأيرلندي ليس له رأي ديمقراطي في نظام الحكم، بل إنه مثل باقى أجزاء المملكة المتحدة ينتخب (ولايزال) أعضاء البرلمان في برلمان المملكة المتحدة المسؤول أمامه مكتب أيرلندا الشمالية. لكن ذلك لم يسفر عن وجود إدارة خاصة لأيرلندا الشمالية التي ليس لديها ولاية محددة على أيرلندا الشمالية.
تم إدخال نظام الحكم المباشر في 28 مارس 1972 وفقًا لشروط المملكة المتحدة قانون أيرلندا الشمالية (النصوص المؤقتة) 1972، الذي علق أيضًا برلمان أيرلندا الشمالية ("ستورمونت").
وسعت الحكومة البريطانية إلى تأسيس جمعية أيرلندا الشمالية في 1973 (بموجب اتفاق سونينغدال عام 1982، والذي تم إسقاطه بموجب إجراء نقابي)، في 1982 (وتمت مقاطعته هذه المرة من قبل القوميون)، ومؤخرًا بموجب شروط اتفاق الجمعة العظيمة عام 1998، وفي كل مرة كانت النية من حيث المبدأ أن تتولى الجمعية الحكم السياسي في أيرلندا الشمالية، وبالتالي ينتهي الحكم المباشر. كانت نتائج اتفاق الجمعة العظيمة أنجح في تحقيق تلك الأهداف، ومع ذلك، فقد تم تعليق أعمال الجمعية (وتم فرض الحكم المباشر مرة أخرى) لأكثر من ثلاثة أشهر بداية من فبراير 2000, مرتين لفترة وجيزة في شهر أغسطس وسبتمبر عام 2001، ومرة أخرى في أكتوبر 2002 حتى ربيع عام 2007.
كثيرًا ما اعترض النقابيون والقوميون على الحكم المباشر، لأن النظام لا يوفر للشعب الأيرلندى وضعًا ديمقراطيًا كافيًا ليكون لهم رأي في نظام الحكم. وبالرغم من موافقة بعض النقابيين على هذا النظام حيث يعتبر الإقليم جزءًا من المملكة المتحدة، فقد قبل بعض القوميين الحكم المباشر فقط لأنهم يعتقدون أن السياسيين في لندن أقل عدائية لمجتمع أيرلندا الشمالية الكاثوليكي من الحكومة المنتخبة من قبل الأغلبية المحلية البروتستانتية.

## وصلات خارجية
- CAIN Archive - Direct Rule
- BBC News - Direct Rule